# Alimentación en Mesopotamia

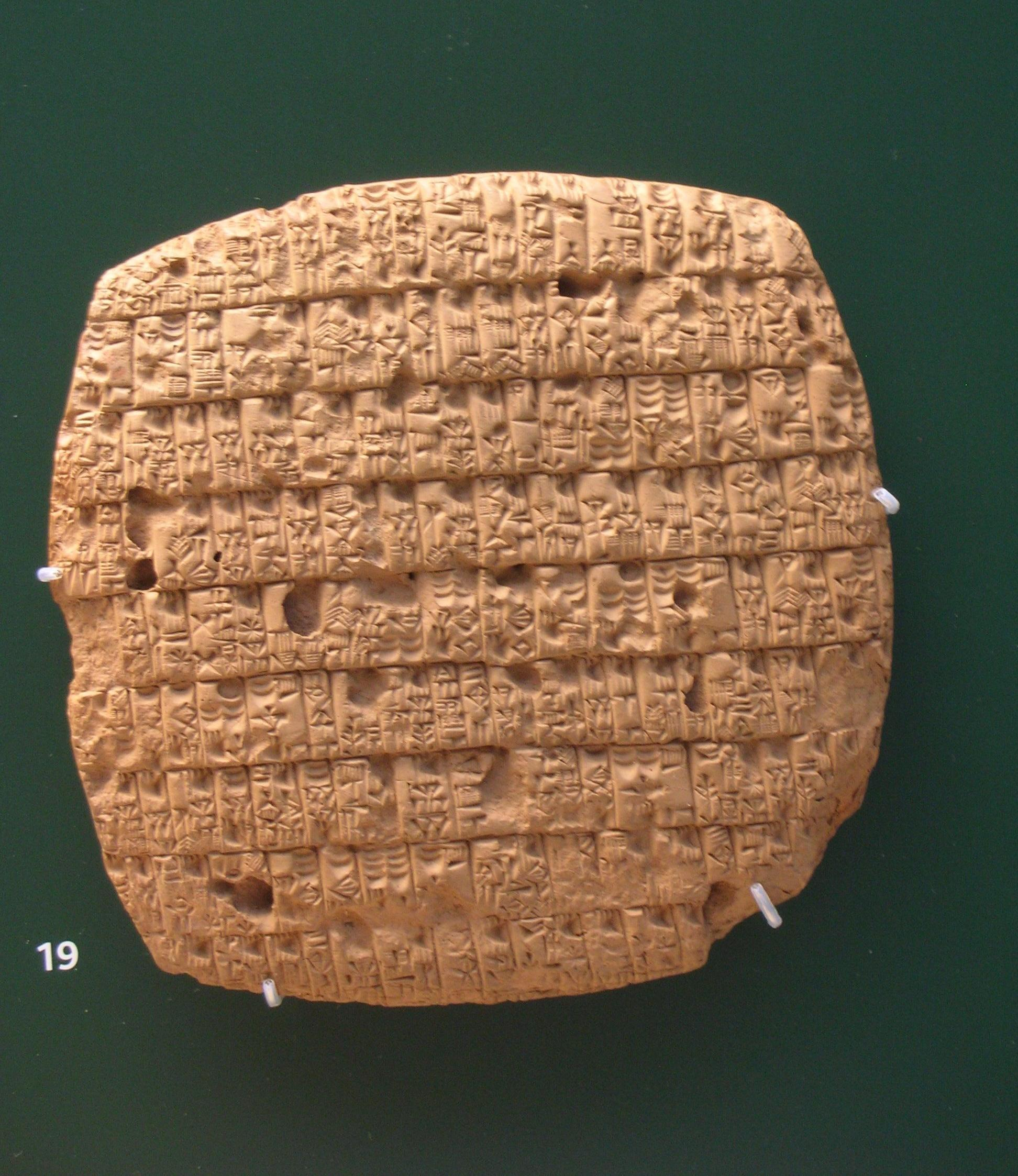
Tablilla de barro con el registro de la distribución de las raciones de cebada para adultos y niños. Fue encontrada en Ngirsu (Lagash) y datada en el siglo XXIV a. C.

La alimentación en Mesopotamia incluye las comidas, bebidas y técnicas culinarias de Mesopotamia. La mayor parte de la información que se preserva proviene de los hallazgos arqueológicos referidos a objetos artísticos o los enseres encontrados en las tumbas. Se ha conservado una tablilla con caracteres cuneiformes con la receta de un pastel y un documento con un centenar de recetas que ayudan a entender los restos encontrados y que aporta información sobre cómo concebían la cocina. Hay numerosas escenas que representan banquetes de dioses, que demuestran la importancia de las comidas en compañía y de tipo festivo en las primeras civilizaciones. Había una cocina en cada vivienda y en los edificios públicos dedicados a la alimentación, precedentes de los restaurantes contemporáneos, donde se podía ingerir alimentos en grupo. Estaban destinados a quienes visitaban las ciudades, pero también eran frecuentados por la gente local.
La agricultura dependía fuertemente de los ríos y los sistemas de canalización del agua. La invención del arado tirado por toros, junto a los otros sistemas de regadío ―canales y diques―, fomentó un intenso desarrollo y un gran aumento de la producción, la especialización del trabajo y las diferencias sociales. Las tierras se concentraban principalmente en las manos de los templos y los palacios de cada ciudad, quedando excluidas las tierras que se alquilaban al pueblo llano, quienes trabajaban los campos de los sectores privilegiados o sus propias parcelas para obtener sus propios alimentos a cambio de una parte de la cosecha. En cuanto a los cereales, el más frecuente era la cebada,, ya que era el que mejor se adaptaba a los suelos secos y al calor de la región. Con el trigo se hacía pan y cerveza, también se cultivaba espelta con la que se elaboraba una especie de pasta que servía de masa para otros platos más elaborados. También se utilizaban frutas para endulzar la comida, especialmente dátiles e higos. También se consumía manzanas y dedicaban tierras para el cultivo de vides, de las que se aprovechaba la uva para comer y para hacer vino. Para cocinar se utilizaban cebollas, pepinos y legumbres como los garbanzos. También se utilizaba las semillas de sésamo para su consumo y la elaboración de aceite de sésamo.
Los animales domésticos proporcionaban carne a la dieta, la más frecuente era la de cordero. Se complementaba con platos a base de carne de aves procedentes de la caza. Las familias más ricas podían tener vacas, con las que obtenían leche, además de utilizarlas como fuerza motriz para las tareas agrícolas; también se apreciaba mucho su carne. Posteriormente se introdujo en la dieta la carne de pato y, más adelante, la gallina. Aunque el cerdo era conocido, pero no tenía importancia en la dieta mesopotámica. La pesca suministraba la carne de los peces de río.
Los platos se acompañaban con diversas especias, como la casia y el comino. A las salsas se les solía añadir pistacho. La sal se utilizaba como condimento, pero también adquirió un carácter simbólico, ya que se compartía en señal de hospitalidad.